# Rhoptromyrmex schmitzi
Rhoptromyrmex schmitzi é uma espécie de insecto da família Formicidae.
É endémica de Israel.